# Inopeplus bifossulatus
Inopeplus bifossulatus là một loài bọ cánh cứng trong họ Salpingidae. Loài này được Sharp miêu tả khoa học năm 1899.